# Приймак Юхим
Юхим (Юрій) Приймак (25 березня 1905 — 29 травня 1981 Детройт, США) — конструктор та майстер бандур.

## Життєпис
Юхим Приймак почав виготовляти бандури у Ґослярі (Німеччина), в майстерні братів Гончаренків. Показав великі здібності — його бандури мали найприємніший звук із всіх бандур, зроблених по конструкції братів Гончаренків. Після війни виїхав до Аргентини. Незабаром його запросила до Детройту Українська Капела бандуристів у 1968, де далі виробляв бандури для капели.
На бандурах Ю. Приймака грали бандуристи Української Капели бандуристів ім. Т. Шевченка, капела бандуристок при філії СУМу в Детройті, капела бандуристів ім. М. Леонтовича та численні солісти-бандуристи діаспори.

## Світлини

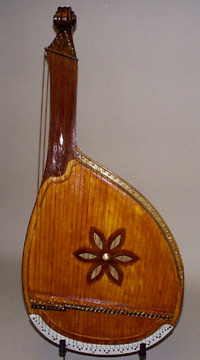
Діатонічна бандура роботи Ю. Приймака . Німеччина, 1948